# تپه دمیرچی تپه سی
تپه دمیرچی تپه سی مربوط به دوره اشکانیان است و در شهرستان نیر، بخش مرکزی، دهستان دورسون خواجه، روستای کندوان واقع شده و این اثر در تاریخ ۱۵ دی ۱۳۸۷ با شمارهٔ ثبت ۲۳۹۹۲ به‌عنوان یکی از آثار ملی ایران به ثبت رسیده است.